# Медолла
Медолла (італ. Medolla) — муніципалітет в Італії, у регіоні Емілія-Романья, провінція Модена.
Медолла розташована на відстані близько 350 км на північ від Рима, 50 км на північний захід від Болоньї, 26 км на північний схід від Модени.
Населення — 6312 осіб (2014).
Щорічний фестиваль відбувається 21 травня. Покровитель — San Senesio.

## Демографія
Населення за роками:

Станом на 1 січня 2023 року в муніципалітеті офіційно проживало 628 іноземців з 41 країни, серед них 174 громадяни країн Євросоюзу та 29 громадян України.

## Сусідні муніципалітети
- Бомпорто
- Кампозанто
- Кавеццо
- Мірандола
- Сан-Феліче-суль-Панаро
- Сан-Просперо